# La estación ausente
La Estación Ausente es una película chilena del año 2004. Dirigida por Gustavo Letelier, protagonizada por Maximiliano Meneses, Carolina Silva y Ana Luisa Gálvez.

## Sinopsis
Cuenta la historia de Adrián (Maximiliano Meneses), un joven pianista y compositor clásico en conflicto con sus recuerdos y su propio pasado, su talento y con el amor que ha desarrollado con su hermana Lucía (Carolina Silva).

## Reparto
- Maximiliano Meneses como Adrián.
- Carolina Silva como Lucía.
- Ana Luisa Gálvez
- Mabel Guzmán
- Jorge Naranjo
- Eduardo Burlé